# Mareuil-sur-Arnon
Mareuil-sur-Arnon ist eine französische Gemeinde mit 476 Einwohnern (Stand: 1. Januar 2022) im Département Cher in der Region Centre-Val de Loire. Sie gehört zum Arrondissement Bourges und zum Kanton Chârost. Die Einwohner werden Mareuillois und Mareuilloises genannt.

## Geographie
Mareuil-sur-Arnon liegt etwa 30 Kilometer südwestlich von Bourges am Arnon, in den hier sei Zufluss Nouzet einmündet. Umgeben wird Mareuil-sur-Arnon von den Nachbargemeinden Saint-Ambroix im Norden und Nordwesten, Primelles im Nordosten, Saint-Baudel im Osten und Südosten, Chezal-Benoît im Süden und Südwesten sowie Ségry im Westen.

## Bevölkerungsentwicklung
| Jahr                      | 1962 | 1968 | 1975 | 1982 | 1990 | 1999 | 2006 | 2013 | 2020 |
| Einwohner                 | 869  | 822  | 715  | 659  | 611  | 591  | 604  | 547  | 495  |
| Quelle: Cassini und INSEE |      |      |      |      |      |      |      |      |      |

## Sehenswürdigkeiten
- Kirche Notre-Dame-de-l’Assomption, ursprünglich aus dem 12. Jahrhundert, 1882 bis 1884 wieder errichtet (siehe auch: Liste der Monuments historiques in Mareuil-sur-Arnon)

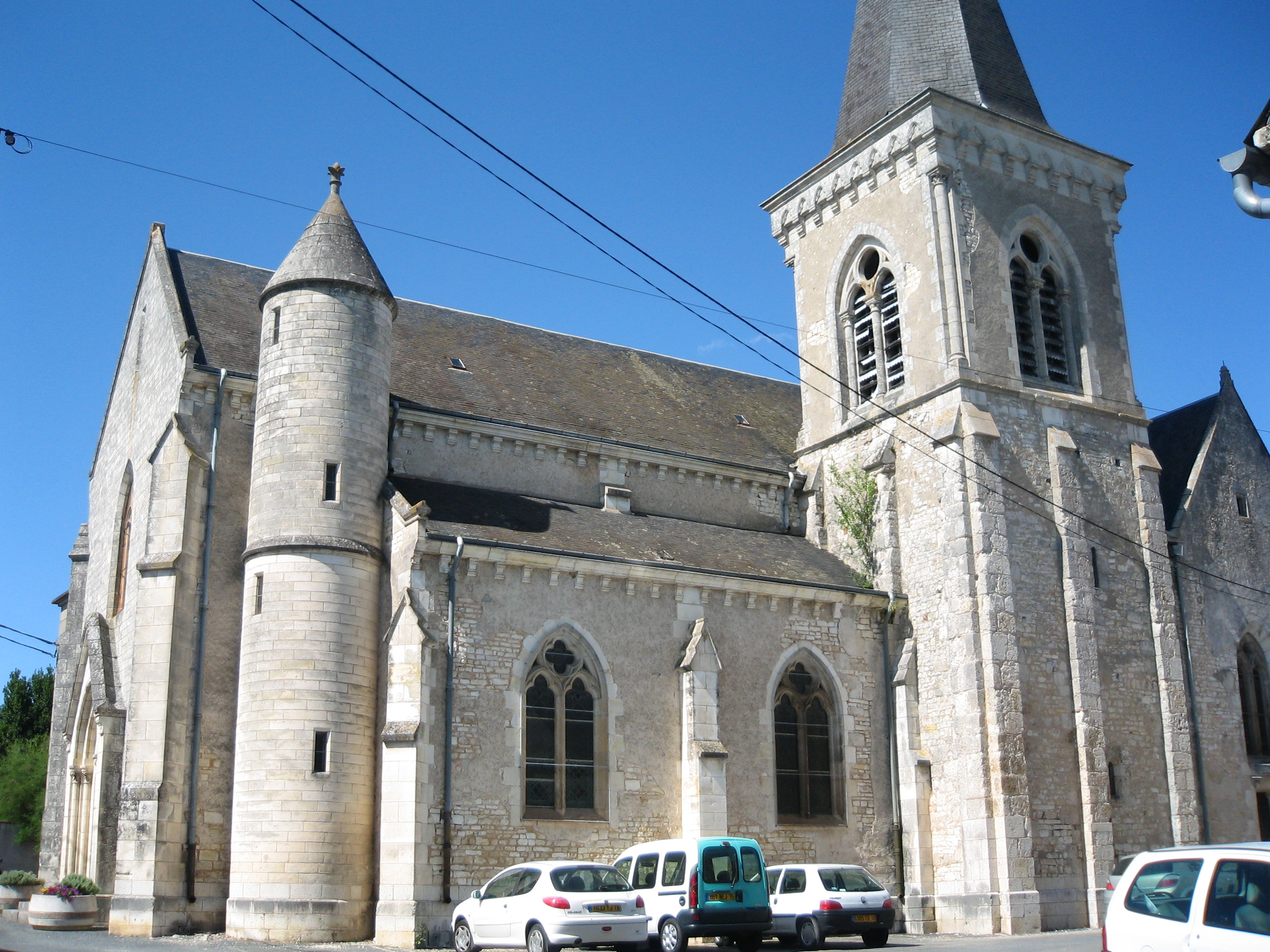
Kirche Notre-Dame-de-l’Assomption

- Turmreste der früheren Burg